# Acer obtusifolium
Acer obtusifolium är en kinesträdsväxtart som beskrevs av James Edward Smith. Acer obtusifolium ingår i släktet lönnar, och familjen kinesträdsväxter. Inga underarter finns listade i Catalogue of Life.
Acer obtusifolium är utformad som en buske eller som ett litet träd.
Arten förekommer på Cypern samt vid östra Medelhavet från södra Turkiet över Syrien och Libanon till Israel. Den växer i låglandet och i bergstrakter upp till 1000 meter över havet. Trädet hittas ofta intill vattendrag. Det bildar grupper med pinje, aleppotall, Quercus calliprinos och Quercus infectoria. På Cypern hittas arten ofta tillsammans med Quercus alnifolia.
I Libanon hotas beståndet av landskapsförändringar. Hela populationen anses vara stabil. IUCN kategoriserar arten globalt som livskraftig.